# Peur collective

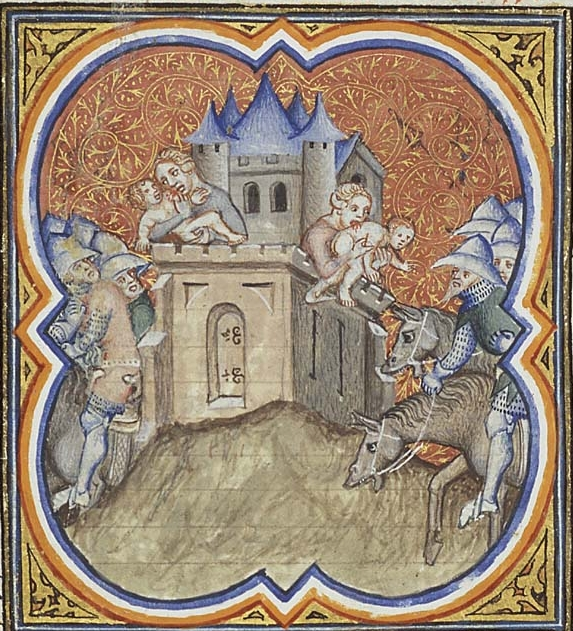
Les historiens ont dépeint des scènes d'anthropophagie lors du siège de Jérusalem qui est la proie d'une peur collective due au blocus et à la famine.

En psychologie sociale, une peur collective est une peur partagée par une partie importante d'un groupe ou d'une société humaine.
Une telle peur peut naître de façon spontanée,
- soit[réf. souhaitée] face à un danger réel et demandant des actions objectives pour le traiter,
- soit[réf. souhaitée] en tant que rationalisation face à certains problèmes ou évènements aux causes et conséquences difficiles à cerner objectivement.

## Causes
Les peurs collectives, héritées de l'histoire et de nos mémoires communes, n'ont pas toujours eu de cause. La majorité naissent de « la peur du manque, de la violence des autres, des idéologies ou des religions ».
Du Moyen Âge au XIXe siècle, les causes objectives des peurs collectives (crises sanitaires, risques alimentaires, des catastrophes naturelles ou anthropiques, guerres et criminalité, etc.) n'ont cessé de se réduire. Mais certains médias contemporains peuvent alimenter la résurgence de peurs liées aux sentiments de vulnérabilité et d'impuissance accentuée par la rapidité des moyens d'information, ressentis par les citoyens, mais aussi par les pouvoirs publics,.

## Conséquences possibles
Souvent une peur collective s'accompagne de la désignation de boucs émissaires. Couplée au sentiment d'impuissance et de vulnérabilité, elle peut mener « au déni, à la paralysie et l'anesthésie ».
Une peur collective peut s'exacerber en hystérie collective (encore que celle-ci puisse tout aussi bien résulter d'une peur excessive que d'un enthousiasme excessif) et donner lieu à des exactions.
Cette peur qui peut marquer profondément et durablement le subconscient des sociétés, fait souvent partie de la mémoire collective qui transmet par différents moyens une expérience immémoriale des crises sanitaires (épidémies, intoxications alimentaires, accidents nucléaires…), des risques alimentaires (pénuries, disettes, famines…), des catastrophes naturelles ou anthropiques (catastrophes industrielles et technologiques), des guerres…
Certains événements de plus ou moins grande ampleur font resurgir des peurs collectives relayées par les messages anxiogènes des médias, des réseaux sociaux, mais aussi par les discours mis en œuvre à travers la stratégie de manufacture du doute de lobbies. Dans d'autres cas il y a manipulation de l'opinion par certains acteurs politiques ou certaines organisations sectaires qui n'hésitent pas à jouer sur les peurs collectives, voire à les susciter dans l'optique de s'assurer un pouvoir ou une médiatisation sur les populations sensibles à ce discours. Une peur modérée ou forte suscitée par ces événements sensibilise l'individu à d'autres peurs qui peuvent l'amener à émettre des raisonnements handicapés par des biais de confirmation, ou traiter les informations de façon heuristique (acceptation d'un message sur la seule base des indices heuristiques telles l'expertise ou la crédibilité de la source, la longueur du message ou encore les réactions favorables ou défavorables du public, sur la base de corrélations illusoires et sans utiliser les probabilités) et non systématique. « Ainsi, un climat de peur collective instauré par un événement particulier pourrait susciter l'acceptation de politiques publiques dans plusieurs domaines menaçants, même s'ils ne sont pas liés à la peur originelle »,.
Les comportements peuvent être également affectés par ces peurs : en synchronie comme en diachronie, ils « semblent souvent paradoxaux, contradictoires, labiles ; les discours ne paraissent souvent pas en phase avec les actes, et les recommandations publiques sont la plupart du temps sans rapport avec les pratiques privées ».

## L'art et les peurs collectives
De nombreuses œuvres artistiques mettent en scène les peurs collectives, permettant de les exorciser ou de les contrôler : « La guerre, la fin du monde réactivée par le millénarisme lié à la fin du siècle précédent, la peur de l'autre (qu'il soit extra-terrestre, communiste, trafiquant, fondamentaliste musulman), le climat d'insécurité urbaine sont autant de thématiques anxiogènes qui demandent à être domestiquées. Le détour par la littérature, depuis les mythes, contes et légendes, et aujourd'hui, par la bande dessinée, le cinéma ou le téléfilm est donc un exutoire nécessaire. Pour que nos peurs immédiates puissent être apaisées, elles doivent devenir médiates, c'est-à-dire être transférées dans des univers fictionnels ».